# Zajączki Pierwsze-Ruda
Zajączki Pierwsze-Ruda – osada leśna w Polsce położona w województwie śląskim, w powiecie kłobuckim, w gminie Krzepice.
Nazwa osady nie jest używana jako nazwa adresowa, jedyny adres w miejscowości ma w nazwie Zajączki Pierwsze. 